# Niwka (miasto historyczne)
Zasugerowano, aby zintegrować ten artykuł z artykułem Niwka (Sosnowiec) (dyskusja). Nie opisano powodu propozycji integracji.
Niwka (Niwki) – miasteczko powstałe w 1775 roku, mające prawa miejskie do 1801 roku, obecnie znajduje się na terenie miasta Sosnowca jako dzielnica miasta Niwka.

## Położenie geograficzne
Miasto Niwka zostało ulokowane na prawym brzegu Białej Przemszy, w linii prostej około 850 metrów w górę od miejsca, gdzie Biała Przemsza wpływa do Czarnej Przemszy, współcześnie jest to Trójkąt Trzech Cesarzy. Miejscowość leżała na wysokości około 260–265 m n.p.m. Osada leżała na skrzyżowaniu szlaków komunikacyjnych m.in. traktów wiodących z Krakowa przez Chrzanów do Mysłowic, do pobliskiego Będzina przez Wygodę i Sielec.

## Zabudowa i struktura miasteczka
Miasteczko było rozbudowane wokół rynku o wymiarach 123 metrów długości i 67 metrów szerokości. Miał on kształt równoległoboku, jego powierzchnia wynosiła ok. 0,82 ha. Miasto było stosunkowo małe, zabudowa była w większości drewniana, jedynie kaplica i ratusz były murowane. W miasteczku znajdowała się ponadto karczma. Do XX wieku całkowicie zniknęła zabudowa z XVIII wieku. Największym budynkiem w miasteczku był ratusz utrzymywany w stylu klasycystycznym, zapewne miał jasną elewację, był bielony, jedyne jego zachowane zdjęcie pochodzi z XIX wieku. O kaplicy wspomina się najwcześniej w latach sześćdziesiątych XVIII wieku. W 1787 roku została ona przebudowana na obiekt murowany, inicjatorem tej budowy był Teodor Wójcicki. Karczma należała do ważniejszych obiektów gospodarczych miasteczka, obecnie nie istnieje. W osadzie były także magazyny solne powstały one zapewne w XVIII wieku, były to dwa obiekty, ostatni z nich rozebrano w latach 70. XX wieku.

## Początki miasta do utraty praw miejskich
Niwka pod koniec XVIII wieku była znana pod kilkoma nazwami np. Niwkami, Niwecką, Karczmą czy Niwcem. Najczęściej spotykaną nazwą było miasto Niwki, które uzyskało prawa miejskie między 1775 rokiem a 1785 rokiem, istniało do 1801 roku, kiedy miasteczku odebrano prawa miejskie. Niwka stanowi klasyczny przykład miast prawnie zdegradowanych do pozycji wsi. Pierwsze wzmianki o wsi pochodzą z ostatniego dwudziestolecia XVI wieku, przyjmuje się początkowe założenie wsi rok 1581, kiedy to odnotowano wieś w rejestrach powiatu proszowickiego, do którego wieś wchodziła do XVII wieku, a od tego wieku znajdowała się w powiecie krakowskim. Wieś należała do parafii mysłowickiej w XIX wieku. Właścicielami wsi byli kolejno Broniowscy, Gosławscy, Mieroszewscy, którzy zarządzali wówczas dobrami majątku klimontowskiego, w którym znajdowała się osada. W 1775 roku wieś otrzymuje prawo targowe, podobnie jak inne miejscowości w tym okresie na terenie województwa krakowskiego. W 1787 roku znajdujemy wzmiankę o ratuszu miasta Niwki; jako miasto Niwka funkcjonuje również na mapie Perheesa. Akt nadania praw miejskich wsi nie jest znany, możliwe, że miasto otrzymało prawa miejskie od Józefa Mierosławskiego – ówczesnego właściciela miasteczka. Jego podstawą mógł być akt nadania wsi prawa targowego z 1775 roku. Miasteczko po rozbiorach Rzeczypospolitej znalazła się w Prusach, od 1797 roku została miasteczkiem granicznym na Białej Przemszy z Austrią. W 1801 roku miejscowość na mocy ukazu króla pruskiego Fryderyka Wilhelma utraciła prawa miejskie, co było efektem polityki pruskiej wobec nowych ziem uzyskanych w rozbiorach, polegającej na tendencji do pozbawiania małych miast prywatnych praw miejskich. Wraz z powstaniem Księstwa Warszawskiego osada nie odzyskała praw miejskich jak pobliski Modrzejów.

## Liczba ludności miasteczka
W początkowych fazach swojego rozwoju wieś liczyła ok. 80 mieszkańców, wraz z nadaniem jej praw targowych liczyła 90 mieszkańców, następnie 105, a w środku swojego istnienia ok. 120 mieszkańców. W początkach XIX wieku liczba ludności spadła, według Kazimierza Dumały w 1827 roku wieś zamieszkiwało 100 mieszkańców w 15 gospodarstwach.

## Życie mieszkańców Niwki
Osada w XVI wieku mogła liczyć około 80 mieszkańców, z których 40% zajmowało się komornictwem o czym dowiadujemy się z regestu poborowego z 1581 roku, prawdopodobnie reszta mieszkańców zajmowała się rybołówstwem. W 1687 roku wsi spotykany 9 zagrodników, 1 garncarza, 2 młynarzy i 1 karczmarza. W latach dwudziestych XVII stulecia mieszkańcy osady przenieśli się z lewego brzegu Białej Przemszy na prawy, prawdopodobnie wskutek zniszczenia przez pożar lub powódź starszego osiedla pochodzącego z XVI wieku. Mieszkańcy osady zajmowali się uprawą roli.

## Ludność żydowska w miasteczku
Według danych statystycznych kahału będzińskiego z 1765 roku ludność żydowska była stosunkowo nieliczna w porównaniu z innymi miejscowościami kahału była najmniejsza (zaledwie 9 Żydów).